# Середнє Водяне
Сере́днє Водяне́ — село в Солотвинській селищній громаді Тячівського району Закарпатської області України. Колишня назва — Середня Апша (рум. Apșa de Mijloc). Населення становить 6689 осіб. Переважна більшість мешканців села румунської національності.

## Історія
Валахи-румуни живуть над Апшицею здавна — ще в XIV—XV ст. тут відбулася «валаська колонізація», коли через Мараморош хвиля за хвилею йшли з півдня волоські пастухи, а з півночі — карпатські русини. Ці піонери Карпат швидко освоїлися на новому місці — і дійшли аж до Північної Моравії (територія сучасної Чехії). За переказами, жителі села брали участь у національно-визвольній боротьбі 1703—1711 рр. З тих часів у селі зберігався прапор, під яким селяни Середнього Водяного брали участь у війську Ференца II Ракоці. Цю бойову реліквію забрали угорці.
Середнє Водяне розташоване над річкою Апшицею, у передгір'ї Карпат. У селі мешкає багато Свідків Єгови — тут є 11 зборів (громад) і 2 Залів Царства Свідків Єгови. А також 50 % населення відвідують християнське віросповідання відвідуючи церкви двох парафій, православну та греко- католичну.
Також село відоме тим, що місцеві жителі будують для себе здебільшого розкішні й великі особняки; декотрі з них нагадують палаци — з колонами, крученими сходами, широкими вікнами, башточками і шпилястими дахами.

## Присілки
Магура
Магура - колишнє село в Україні, в Закарпатській області.
Обєднане з селом Середнє Водяне рішенням облвиконкому Закарпатської області №155 від 15.04.1967
Перша згадка у ХІХ столітті
Чуга
Чуга - колишнє село в Україні, в Закарпатській області.
Обєднане з селом Середнє Водяне рішенням облвиконкому Закарпатської області №155 від 15.04.1967
Перша згадка у ХІХ столітті
Глаюц - колишнє село в Україні, в Закарпатській області.
Обєднане з селом Середнє Водяне
Згадки: 1904: Glájucz, Havasrét , 1907: Havasrét, 1913: Havasrét, 1944: Havasrét.

## Населення
Згідно з переписом УРСР 1989 року чисельність наявного населення села становила 5146 осіб, з яких 2520 чоловіків та 2626 жінок.
За переписом населення України 2001 року в селі мешкало 5676 осіб.

### Мова
Розподіл населення за рідною мовою за даними перепису 2001 року:
| Мова       | Відсоток |
| ---------- | -------- |
| румунська  | 98,58 %  |
| українська | 0,86 %   |
| російська  | 0,18 %   |
| німецька   | 0,09 %   |
| польська   | 0,05 %   |
| молдовська | 0,04 %   |
| угорська   | 0,04 %   |

## Пам'ятки архітектури
У селі збереглися дві закарпатські дерев'яні церкви, присвячені святому Миколаю — верхня й нижня.
- Церква Св. Миколи («долішня», або «нижня»), XVII ст.
- Церква Св. Миколи яка є другою за віком найстаршою церквою Закарпаття («верхня», або «горішня»), 1428, XVIII ст.[5]

храм св. Миколи Чудотворця (верхня). 1428, XVIII ст.
Верхня церква належить до найбільш стародавніх дерев'яних храмів Потисся і України. Найдавнішими частинами є дубові зруби (1428 p.), надбудову над якими зведено близько 1600 р.
Близько 1760 р. в наві замінили плоске перекриття зрубів на трапецієподібне, розтесано стрілчасті вікна в наві, надбудовано високу, каркасну башту, вкриту стрімким чотирисхилим шатром. Над зрубами — високі двосхилі дахи. Опасання, що обходить церкву з усіх боків, спирається на випуски вінців зрубів. Суворі монументальні форми храму, що нагадують середньовічні романські споруди, вимальовуються мужнім силуетом на фоні неба.
Церква належить до тих небагатьох релігійних споруд, що мають настінні розписи, хоч частина їх пошкоджена, а частина — заклеєна.
У 1601 р. розписали наву, в XVIII ст. — бабинець. На плафоні бабинця — «Знамення Богородиці», «Адам і Єва», «Жони-мироносиці», на стінах — фігури Іоанна Златоустого, Василія, Григорія. На східній стіні — «Страшний суд». На західній стіні нави — постать Ієсея, на північній і південній — «Страсті», на плафоні — «Всевидюче око», оточене 12 знаками зодіаку та «Трійці новозавітної». Ці розписи є видатними творами народного малярства, але на початку 1990-х років їх грубо і невміло перемальовано. Серед зображень святих у бабинці вміщено цілком реалістичний портрет «ієрея Никори» — очевидно, фундатора перебудови храму. Чотириярусний іконостас походить з 1761 р. Біля церкви стоїть дерев'яна одноярусна каркасна дзвіниця під шатровим дахом і цікаве дерев'яне розп'яття. Реставрацію церкви провів 1968 р. львівський архітектор і вчений Іван Могитич.
храм св. Миколи Чудотворця (нижня). Середина XVII ст.
У румунському селі збереглися дві дерев'яні церкви, характерні як для українських сіл долини Тиси, так і для кількох румунських сіл. (У Закарпатській області румуни проживають у селах Біла Церква, Глибокий Потік, Діброва, Середнє Водяне, Топчино, а також частково в містечку Солотвині).
Нижня церква — двозрубна, тридільна, з п'ятигранним вівтарним зрубом, збудована з дубових брусів. Усі об'єми вкриті високим двосхилим дахом та охоплені опасанням. Усередині центральний зруб перекрито коробо-вим склепінням, бабинець — трапецієподібним, а вівтарний зруб — плоским перекриттям. Над бабинцем — висока башта, вкрита строгим шатром, характерним для багатьох марамороських церков. Дахи вкриті дерев'яним ґонтом. Суворий на вигляд храм позбавлений будь-яких прикрас, хіба що невеличкі віконця порушують монолітну поверхню зрубів.
Цікавою особливістю є те, що двері влаштовано на південному фасаді. На зрубі збереглася дата: «Подважен бисть храм святий року божого 1699». Напис також розповідає, що майстер був українцем, а церкву підважували для заміни нижніх зігнилих колод зрубу. Отже, храм збудували щонайменше за 40 — 50 років до підважування, тобто в 1640 або 1650 році.
храм св. Петра і Павла. 1930-ті pp., 1992.
Муровану базилічну церкву увінчано, подібно до православних церков, двома верхами. Проект храму виконав інженер Е. Еґреші в 1936 р.
Будівництво, очевидно, відбувалося до початку 1940-х років, але припинилося з приходом радянської влади. Місцевого пароха Леврінца Марину ув'язнили з 1949 до 1956 р., а споруда стояла незакінченою до 1992 р.
Церква Різдва пр. богородиці, 1930-ті pp., 1995.
храм Різдва пр. богородиці, 1930-ті pp., 1995.
У 1930-х роках недалеко від верхньої дерев'яної церкви збудували муровану церкву за проектом Е. Еґреші. За роки радянської влади церква служила колгоспним складом, а з 1995 р. відновлена споруда належить православній громаді. Відновленням храму керував священик о. Себастян. Посвячення відбулося на свято Різдва Богородиці 1997 р.

## Туристичні місця
- храм Різдва пр. богородиці, 1930-ті pp
- храм св. Петра і Павла. 1930-ті pp.
- храм св. Миколи Чудотворця (нижня). Середина XVII ст.
- храм св. Миколи Чудотворця (верхня). 1428, XVIII ст.
- у селі зберігався прапор, під яким селяни Середнього Водяного брали участь у війську Ференца II Ракоці. Цю бойову реліквію забрали угорці.